# Euhemerisme
Euhemerisme is de opvatting dat goden die in mythen voorkomen, oorspronkelijk (bijzondere) mensen waren. Mythen worden aldus opgevat als een weerspiegeling van historische gebeurtenissen die door mondelinge overlevering en culturele opvattingen uiteindelijk de vorm van een mythe hebben gekregen. 
Deze opvatting is genoemd naar Euhemerus die rond 316 v.Chr. een Griekse mythograaf (een samensteller van mythen) was aan het hof van Cassander, de koning van Macedonië.
Euhemerisme stond in de sceptische filosofie van de School van Cyrene aan de basis van een nieuwe methode die zich toelegde op het interpreteren van contemporaine religieuze geloofsopvattingen. Aangenomen werd dat Euhemerus van mening was dat de Griekse mythologie aan natuurlijke gebeurtenissen een bovennatuurlijke betekenis had toegeschreven. Deze gedachtegang werd door bijvoorbeeld David Friedrich Strauss vergeleken met de 19e-eeuwse opvattingen van Duitse rationalisten, zoals Johann Gottfried Eichhorn en Heinrich Paulus, in hun opvattingen over de joods-christelijke heilige geschriften. Met deze als antropologisch en sociologisch op te vatten benadering van religie lijkt Euhemerus hierin deze wetenschappers te zijn voorgegaan. Sigmund Freud beschrijft in zijn boeken Das Unbehagen in der Kultur en Die Zukunft einer Illusion hoe religie voor de voorwetenschappelijke en voorpsychoanalytische mensheid fungeerde als een spiegel voor het eigen hoopvolle gedachtepatroon. De bijbehorende rationalisering door contemporaine wetenschappers wordt dan onder de noemer "euhemerisme" als pseudowetenschap bestempeld. Zelfs Freud, na een woordenwisseling met Jules Romains en andere vrienden, twijfelde aan zijn pogingen om de spirituele ervaring vanuit een humanistisch oogpunt te begrijpen. "Euhemerisme" wordt ook als neerbuigende term gebruikt voor een door moderne seculiere denkers toegepaste naïeve vorm van reductionisme, waarbij religieus gedrag uitsluitend seculiere oorzaken heeft. Dit kunnen economische, psychoanalytische of utilitaristische factoren zijn.

## Euhemerisme en het vroege christendom

### Cyprianus
De vroegchristelijke apologeten hanteerden de euhemeristische methode als argument om de heidense mythologie als verzinsels te ontmaskeren. Cyprianus, een Noord-Afrikaanse bekeerling tot het christendom, schreef hierover een kort essay, De idolorum vanitate ("Over de ijdelheid van beelden") in 247 na Chr., dat de euhemeristische redevoering voor vanzelfsprekend hield zonder noodzaak van bewijs. Cyprianus schreef:

"Dat het geen goden zijn die door gewone mensen aanbeden worden, is bekend vanwege het volgende: het waren koningen van vroeger, die vanwege hun koninklijke reputatie zelfs na de dood geadoreerd werden. Vandaar dat tempels voor hen werden opgericht; beelden werden gehouwen om de gelaatstrekken te behouden; en er werden slachtoffers aangeboden en feestdagen gehouden om hen eer te bewijzen. Voor het nageslacht werden deze riten heilig, terwijl deze oorspronkelijk alleen waren ingesteld om vertroosting te brengen."

### Arnobius
Arnobius' verwerping van het heidendom in de 5e eeuw op rationele gronden kan ontleend zijn aan Cyprianus, maar hij heeft er een overvloed aan argumenten aan toegevoegd. Van de Latijnse vertaling is maar een kort fragment bewaard gebleven, waarin hij werd geciteerd door kerkvaders. In het bijzonder is dit in een fragment dat aan Diodorus Siculus wordt toegeschreven dat bewaard is gebleven in de kerkgeschiedenis van Eusebius. Andere fragmenten bleven bewaard in het werk van Lactantius, de verhandeling De Falsa religione ("Over valse religies," 1.11), in een context die de niet-christelijke mythografie niet welgezind was.

## Euhemerisme en het heidendom
In de mythen van oude volkeren is het mogelijk om de evolutie van families en stamgoden te volgen tot aan het bestaan van belangrijke leiders en krijgers. Volgens de euhemeristische methode is het mogelijk deze goden als gepersonifieerde abstracties van het ethos van de stam te zien. Alle theorieën over religie die aan voorouderverering een belangrijke plaats geven en aan dodenverering doen, zijn per definitie tot op zekere hoogte euhemeristisch. Echter, euhemerisme is nooit algemeen geaccepteerd als de enige verklaring voor het godsidee. In de 18e eeuw in Frankrijk was de geestelijke "abbé Banier" in zijn Mythologie et la fable expliqueés par l'histoire, uitgesproken euhemeristisch. Andere vooraanstaande "euhemeristen" waren Étienne Clavier, Sainte-Croix, Desiré-Raoul Rochette, Emile Hoffmann en Herbert Spencer.
Onder de oude Romeinen was de geleidelijke vergoddelijking van de voorouders en de apotheose van keizers een belangrijk kenmerk van de imperiale cultus en als zodanig een uitbreiding van de Griekse heldenverering.

### Snorri Sturluson
In de Proza-Edda, opgesteld rond 1220, stelde de IJslandse bard en geschiedschrijver Snorri Sturluson voor dat de Noorse goden oorspronkelijk historische krijgsheren en koningen waren, waarvan de graven zich later tot cultcentra ontwikkelden. Odin, de Noorse hoofdgod, werd opgevoerd als een man uit Turkije, waarvan de voorouders teruggingen tot Priamus, koning van het Troje van de Trojaanse Oorlog. Nadat Odin naar het noorden vertrok, stichtte hij de koninklijke families van Denemarken, Zweden en Noorwegen. Hier volgt Snorri het euhemeristische voorbeeld uit de vroegchristelijke traditie, maar het beoogde effect gaat verder dan het eenvoudige in diskrediet brengen van de heidense religie, namelijk op het punt waar volgens het model van het epos Aeneis van Virgilius de contemporaine heersers ook nog worden gelegitimeerd.

### Keltische mythologie
Onder invloed van vroegchristelijke annalisten werden de voorchristelijke goden uit het heidense Ierland voorgesteld als een dynastie van vroegere heersers, de Tuatha Dé Danann, die door een latere dynastie, de Milesiërs uit Spanje, naar de onderwereld (Sídhe) werden verdreven. In het volk van de Tuatha Dé Danann kan de godenwereld van de Keltische wereld herkend worden, waarvan in Ierland de dienst vanouds op dezelfde heuvels werd gehouden tot waaronder ze later -volgens het geëuhemeriseerde verhaal- verdreven zouden zijn, terwijl de Milesiërs al helemaal verzonnen zijn als stamvaders van de heersende Keltische geslachten en hoogstens de Romeins-christelijke invloed kunnen vertolken: vergelijk daarvoor bijvoorbeeld het Latijnse "miles" (soldaat) met Mile, de naam van de veronderstelde stamvader der Milesiërs.

## Euhemerisme in de moderne wereld
Gerationaliseerde interpretatiemethoden die sommige mythen behandelen als traditionele verslagen gebaseerd op werkelijke gebeurtenissen of historische feiten, kunnen worden herkend in een aantal moderne interpretaties van de Griekse mythologie. De 20e-eeuwse dichter en mythograaf Robert Graves zou zich hebben schuldig gemaakt aan een overvloed van zulke "euhemeristische" interpretaties in zijn navertelling van de Griekse mythen uit 1955. Zijn suggestie dat zulke mythen getuigen van de politieke en religieuze omverwerping van eerdere culten en daarvan de rechtvaardiging zijn, werden met scepsis ontvangen. Axel Olrik, een vooraanstaande Deense folklorist, verwierp deze zienswijze al in "Principles for Oral Narrative Research".